# Alliance évangélique française
Pour les articles homonymes, voir Alliance évangélique.
L'Alliance évangélique française était une alliance nationale évangélique en France. En 2010, elle s’est associée avec d’autres Fédérations évangéliques pour former le Conseil national des évangéliques de France.

## Histoire
L'Alliance évangélique française est fondée en 1846, comme une section de l'Alliance évangélique mondiale.
Elle est réorganisée en 1953, mais compte uniquement des personnes membres et non des confessions, contrairement à son homologue britannique.
Au plan français, l’action de l’AEF était portée par un conseil national, organe de réflexion et d’orientation, composé de 30 responsables choisis parmi les principales dénominations du protestantisme évangélique, élus par l’assemblée générale. Les membres de l’Alliance étaient d’une part des individus, constituant la base des groupes locaux, de l’autre, des organisations chrétiennes, ainsi que quelques Églises locales.
L’Alliance a développé un certain nombre de commissions exerçant des ministères précis : prière, information (IDEA), aumônerie en milieu carcéral (CEDEF), aide au ministère, mission, action sociale et humanitaire (SEL), réflexion sur la place de l'Église dans la culture, jeunesse, etc. Certaines de ces commissions se sont développées et ont donné lieu à la création d'œuvres autonomes.
L'histoire de l'Alliance évangélique française a été marquée par de grands évènements visant à promouvoir l'unité des évangéliques comme la campagne d'évangélisation Mission France avec Billy Graham en 1986, ou les grandes rencontres pour la jeunesse Pentecôte 2000 et Pentecôte 2007.
En 2010, elle s’est associée avec d’autres Fédérations évangéliques pour former le Conseil national des évangéliques de France .